# Teodorico I d'Autun
Teodorico, Thierry in francese, Teodoric in catalano e Theodericus in latino (prima metà secolo VIII – 793 circa), fu Conte di Autun e conte di Vienne.

## Origine
Di Teodorico I non si conoscono gli ascendenti.

## Biografia
Già, nel 736, Teodorico, secondo la Histoire du Duché de Bourgogne du VIIIème au XIVème siècle, è uno dei fedeli alleati di Carlo Martello, quando quest'ultimo intervenne in Borgogna.
Secondo il documento nº 6 del Diplomatus Karolinorum, tomus I, datato dicembre 753, Teodorico viene citato tra i vassalli fedeli (fidelibus…Theuderico) anche al Re dei Franchi, Pipino il Breve (Pippinus rex Francorum).
Secondo il documento nº 110 del Diplomatus Karolinorum, tomus I, datato 8 luglio 775, Teodorico viene citato tra i vassalli fedeli (fidelibus nostri…Theodrico) al Re dei Franchi e dei Longobardi, Carlo Magno (Carolus gratia dei rex Francorum et Langobardorum).
Gli Einhardi Annales inerenti alla cronaca del 782, citano Teodorico come uno dei più stretti collaboratori (in ipsa Saxonia obviavit Theodericus comes, propinquus regis) del Re dei Franchi, Carlo Magno.
Teodorico, secondo la Histoire du Duché de Bourgogne du VIIIème au XIVème siècle, nel 791, fu messo al comando di una delle due armate che combatterono gli Avari, come confermano anche gli Einhardi Annales inerenti alla cronaca del 791.
Teodorico morì, verso il 793 e gli succedette il figlio primogenito, Teodoen (o Teudoin); comunque risulta già deceduto nell'804 all'atto della fondazione dell'abbazia di Saint-Guillem-du-Désert.

## Matrimonio e discendenza
Teodorico, come viene documentato dalla Critique des deux chartes de foundation de l'abbaye de Saint-Guillem-du-Désert, in cui il figlio, Guglielmo (o Guilhem), attesta che i suoi genitori erano Teorico e Aldana (genitore meo Theuderico et genitrice mea Aldana) aveva sposato Alda o Aldana, figlia di Carlo Martello e probabilmente di Rotrude di Treviri; il matrimonio era del 736 circa.

Teodorico da Alda o Aldana aveva avuto sei figli:
- Teodoen (o Teudoin) († dopo l'826), conte di Autun, citato dal fratello, Guglielmo (o Guilhem), nell'804[7];
- Teodorico († dopo l'821), conte di Autun, citato dal fratello, Guglielmo (o Guilhem), nell'804[7];
- Alleaume (o Adalhelm) († dopo l'804), conte di Autun, citato dal fratello, Guglielmo (o Guilhem), nell'804[7];
- Guglielmo (o Guilhem) (750 circa- 28 maggio 812), conte di Tolosa, duca di Narbona e marchese di Gotia e nell'804, fondatore a Gellona dell'abbazia di Saint-Guilhem-le-Désert[7];
- Abba, monaca, citata dal fratello, Guglielmo (o Guilhem), nell'804[7], e anche nella Ex Vita S. Willelmi[9];
- Berta, monaca, citata dal fratello, Guglielmo (o Guilhem), nell'804[7], e anche nella Ex Vita S. Willelmi[9], che secondo lo storico, francese,specializzato nella genealogia dei personaggi dell’Antichità e dell'Alto Medioevo, Christian Settipani, aveva sposato un discendente di Childebrando, fratello di Carlo Martello[8].

### Fonti primarie
- (LA)  Monumenta Germanica Historica, Scriptores, tomus primus.
- (LA)  Monumenta Germaniae Historica, Diplomatus Karolinorum, tomus I.
- (LA)  Recueil des historiens des Gaules et de la France. Tome 5.

### Letteratura storiografica
- (LA)  (FR)  Critique des deux chartes de foundation de l'abbaye de Saint-Guillem-du-Désert.
- (FR)  Histoire du Duché de Bourgogne du VIIIème au XIVème siècle.